# ناهدة المرضي
ناهد المرضي (بالإنجليزية: Nahedh Al-Murdh) هو لاعب مبارزة سيف الشيش كويتي سابق، وُلد في 30 مارس 1970، ويُعد من أبرز لاعبي المبارزة الكويتيين الذين مثّلوا بلادهم في المحافل الرياضية الدولية خلال ثمانينيات القرن العشرين. تميز المرضي بمهاراته العالية في رياضة سيف المبارزة، وقد كان له دور بارز في تطوير هذه اللعبة على مستوى الكويت.
شارك المرضي في منافسات الفرق ضمن مسابقة سيف المبارزة في الألعاب الأولمبية الصيفية 1988 التي أُقيمت في مدينة سيول بكوريا الجنوبية، حيث كان ضمن فريق المنتخب الكويتي المشارك في الحدث الأولمبي. مثّلت مشاركته محطة مهمة في مسيرته الرياضية، إذ منحته فرصة الاحتكاك بأفضل لاعبي المبارزة في العالم، واكتساب الخبرة من المنافسات الدولية.
إلى جانب مسيرته كلاعب، ساهم المرضي لاحقاً في دعم رياضة المبارزة في الكويت من خلال تدريب اللاعبين الشباب وتشجيعهم على الانخراط في هذه الرياضة، بهدف رفع مستواها وإعداد جيل جديد من المبارزين القادرين على المنافسة إقليمياً ودولياً.

## وصلات خارجية
- Nahedh Al-Murdh على موقع أوليمبيديا (الإنجليزية)